# Rio Sil
O rio Sil é um rio da Galiza e é o principal afluente do Rio Minho. Nasce em La Cueta, na Província de León, ao pé de Peña Orniz, a 1.980 metros de altitude. Após passar pela comarca de El Bierzo e pela cidade de Ponferrada, entra na Galiza pela província de Ourense, onde atravessa o Montefurado. Antigamente o rio rodeava este monte em um percurso de 3 km.
Na metade de seu tramo ele define a fronteira entre as províncias de Lugo e Ourense. Ele se junta com o Minho na povoação de Os Peares. Antes dele chegar no Rio Minho estão os Canions do Sil. O seu curso é de 228 km e a sua bacia hidrográfica é de 4.500 km²

## Afluentes
Os seus principais afluentes são os seguintes: 
- Pela margem esquerda: Rio Boeza, Rio Cabreira, Rio Bibei-Navea e Rio Mao.
- Pela margem direita: Rio Cabe, Rio Lor, Rio Soldón, Rio Selmo e Rio Cúa.

## Represas
As principais represas do rio são:
- Represa de San Estevo
- Represa de Montefurado
- Represa de San Martiño
- Represa de Pumares
- Represa de Penarrubia

## Galeria de imagens

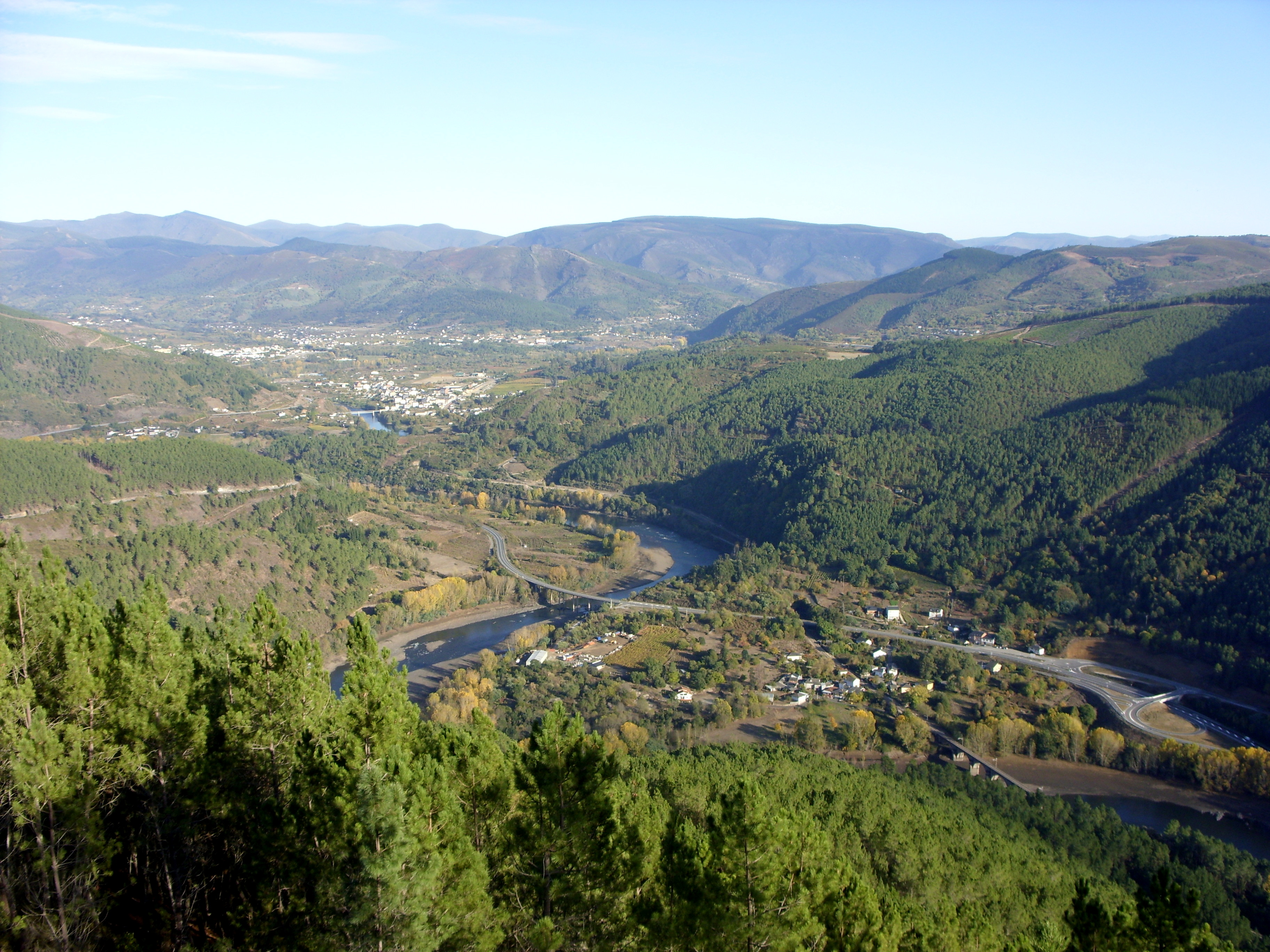
Rio Sil.
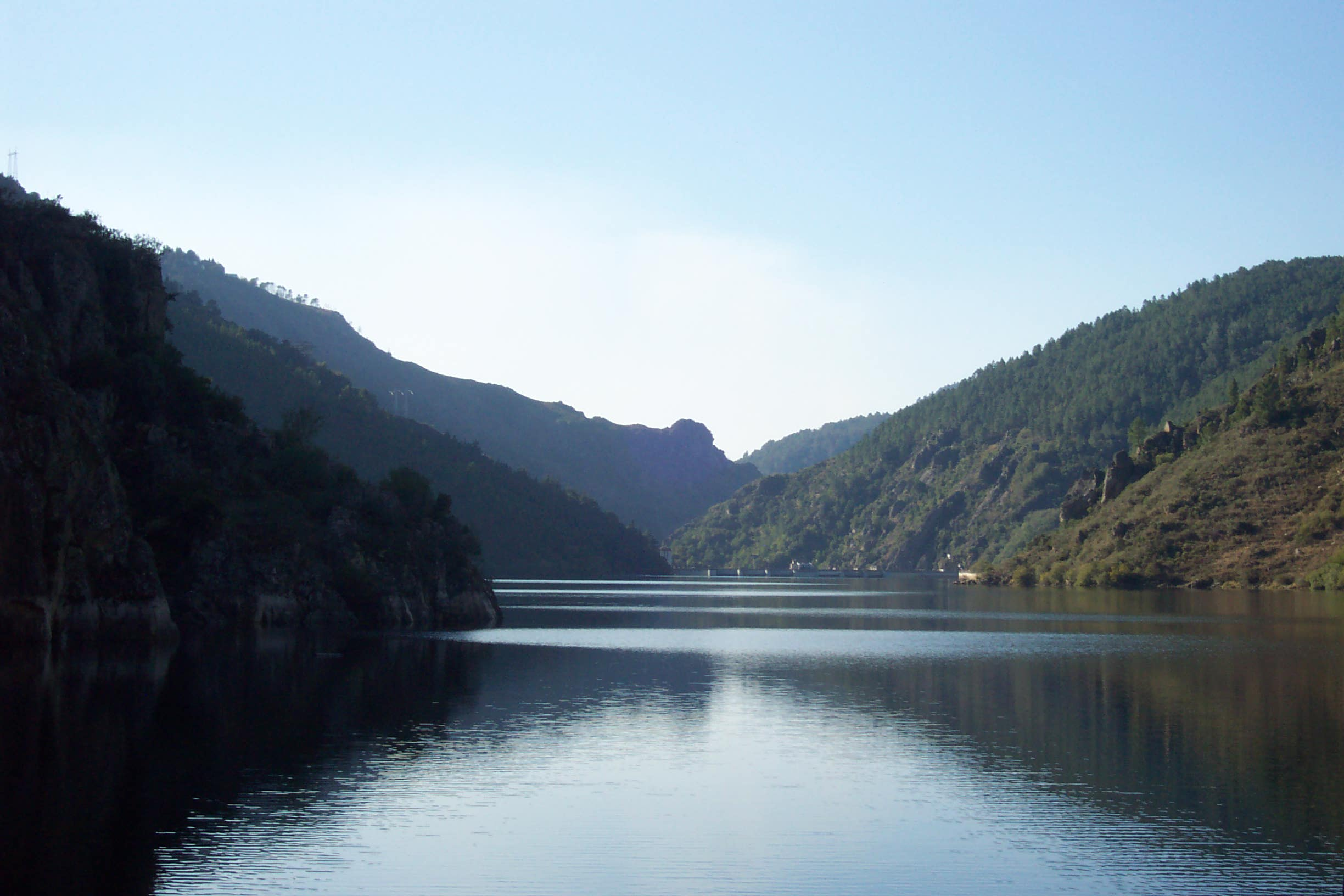
Canion do Sil.
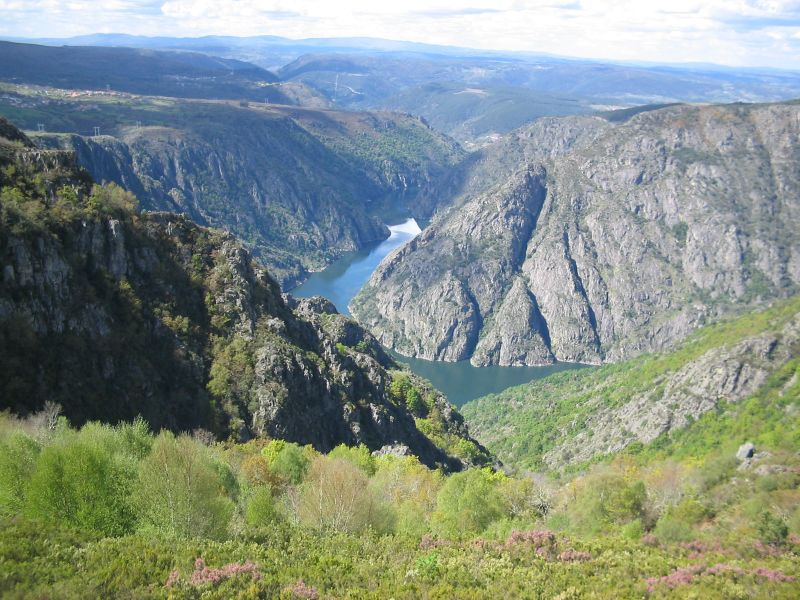
O Sil na Ribeira Sacra.
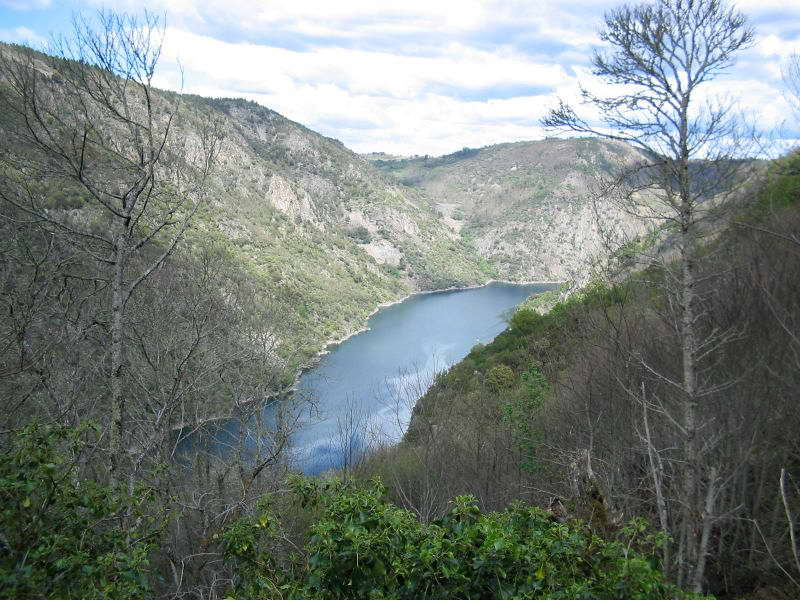
O Sil na Ribeira Sacra.
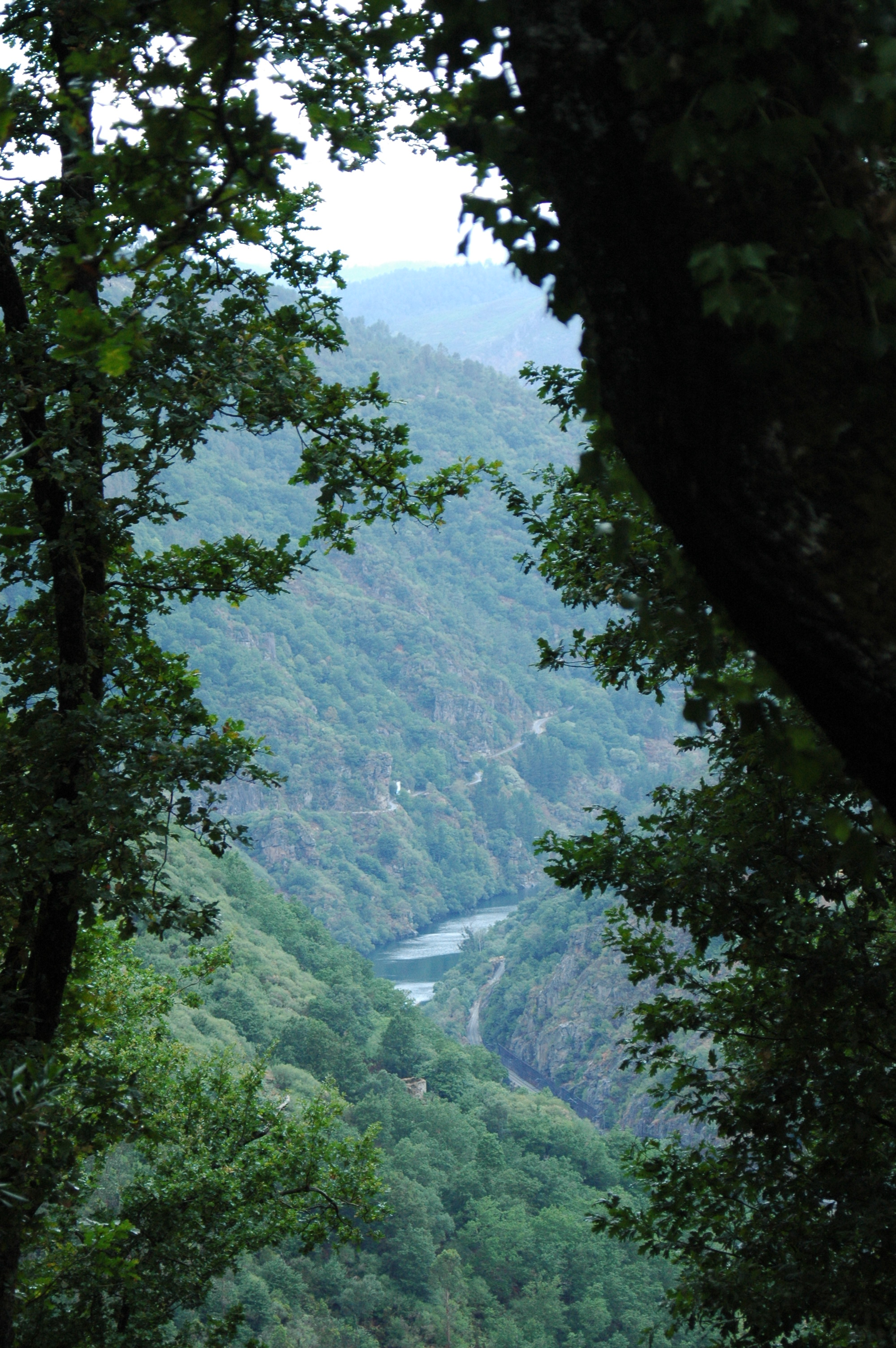
Vista desde Nogueira de Ramuín.
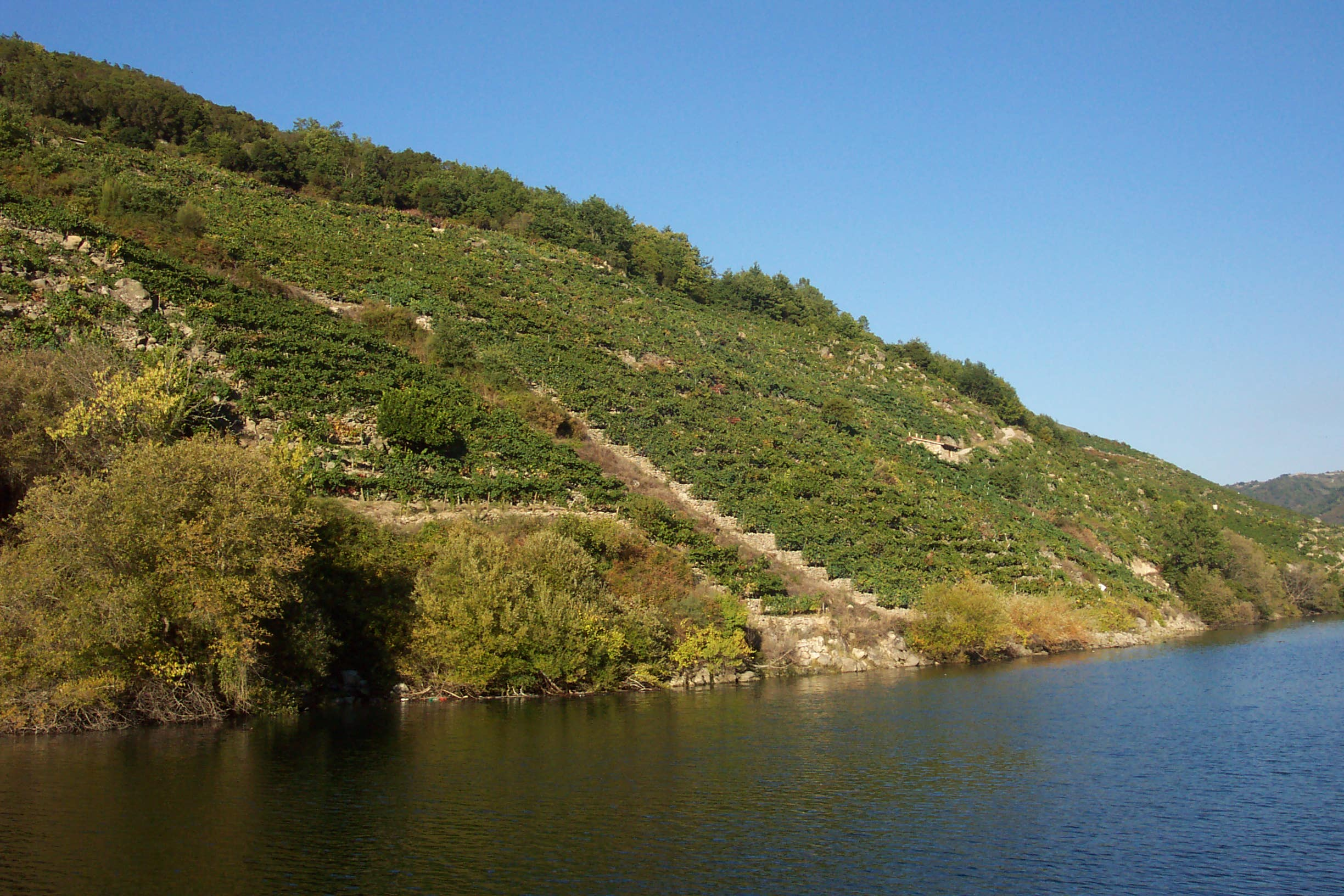
Vinhedos na beira do Sil.